# 桃生城襲撃事件
桃生城襲撃事件（ものうのきしゅうげきじけん / ものうじょうしゅうげきじけん）は、奈良時代の宝亀5年7月25日（ユリウス暦774年9月5日）、古代日本の律令国家（朝廷）が陸奥国桃生郡（現・宮城県石巻市）に築いた城柵である桃生城を、反乱を起こした海道蝦夷が襲撃した事件。いわゆる三十八年騒乱の発端となった。ここでは「遠山村征討戦」についても記述する。

## 事件の経緯
※日付は和暦による旧暦。西暦表記の部分はユリウス暦とする。

### 上京朝貢の停止
宝亀5年1月20日（774年3月7日）、蝦夷（えみし）の上京朝貢が突然停止された。同年の正月儀礼に参列するための蝦夷の入朝はあったが、実際に入朝したのは出羽の蝦夷のみであり、元日朝賀への参列はおこなわれず、同年1月16日（774年3月3日）に朝堂で出羽の蝦夷・俘囚に対する饗宴や叙位・賜禄の儀のみであった。
蝦夷の上京朝貢は、神護景雲3年より再開されており、陸奥国すべての蝦夷族長の上に君臨していた道嶋氏の持つ族長権を象徴する儀礼としての一面を持っていた。称徳天皇・道鏡政権が崩壊したあと、光仁天皇政権となった宝亀2年以降も上京朝貢は記録されていた。

### 蝦夷の騒擾
蝦夷の上京朝貢が停止されてから半年後となる宝亀5年の夏（旧暦で4月から6月頃）、陸奥国の海道蝦賊が騒動し、民衆は塞の維持に駆り出され、耕作が出来ないという騒擾状態となった。
陸奥按察使・陸奥守・鎮守将軍を兼任して東北の軍事と行政を一身に担っていた大伴駿河麻呂は、この事態に対処するため都に奏状を呈し、「一は伐つべからず、一は必ず伐つべしと以為へり」と、征夷をおこなうべきか否かについて光仁天皇に勅断を求めたが、光仁天皇は人民を労することを慮って征夷を許可しなかった。
しかし、駿河麻呂はふたたび奏上し、蝦夷が野心を改めず、しばしば辺境を侵し、あえて王命を拒んでいると述べて、征夷の実施を強く訴え、同年7月23日（774年9月3日）、光仁天皇は征夷もやむなしと判断して実施を許可する命を下した。

### 桃生城襲撃
ところが、光仁天皇が征夷決行の勅を下した2日後の宝亀5年7月25日（774年9月5日）、駿河麻呂は海道蝦夷が橋を焼き、道を塞いで往来を絶ち、桃生城を襲撃して西郭を破ったことを報じる陸奥国解を急ぎ都へ送った。
同年8月2日（774年9月12日）、朝廷は坂東八国に勅を下し、陸奥国から急を告げてきた場合には直ちに援兵を派遣できるよう、国の大小によって500から2000人の軍兵を集めて待機させておくよう命じている。

### 天皇の叱責
宝亀5年8月24日（774年10月4日）、駿河麻呂より海道蝦夷の反乱は犬や鼠などの小獣が悪さをした程度の小事件に過ぎず、時に侵掠することはあるが大害には致らず、草木の繁茂する時期の軍事行動は得策ではないと、征夷の中止を求める奏状が光仁天皇に届いた。
この奏状を読んだ光仁天皇は、駿河麻呂が征夷の実施を申請してきたにもかかわらず、今度は征夷の中止を求めてきたことに激怒し、即日、駿河麻呂を譴責する勅を下した。

## 遠山村征討戦

### 遠山村制圧
宝亀5年9月頃、駿河麻呂は海道地方の蝦夷村である遠山村に進攻してこれを制圧した。遠山村は桃生郡の奥、すなわち現・宮城県登米市のあたりと考えられている。遠山村制討の報告を受けた光仁天皇は、駿河麻呂の許へと使者を遣わして御服・綵帛を賜ってその功に報いた。
この時の征夷の功績に対する報奨として宝亀6年9月に参議に任命され、同年11月の論功行賞では1790人余人が授位され、駿河麻呂は正四位上勲三等に昇授された。

## 関連資料
桃生城襲撃事件が記録される資料
- 『続日本紀』

### 原典
1. ↑  『続日本紀』宝亀五年正月庚申（二十日）条
2. ↑  『続日本紀』宝亀五年正月丙辰（十六日）条
3. 1 2  『続日本紀』宝亀五年七月庚申（二十三日）条
4. ↑  『続日本紀』宝亀五年七月壬戌（二十五日）条
5. 1 2  『続日本紀』宝亀五年八月辛卯（二十四日）条
6. 1 2  『続日本紀』宝亀五年十月庚午（四日）条
7. ↑  『続日本紀』宝亀六年十一月乙巳（十五日）条